# Aphnaeus argenteola
Aphnaeus argenteola är en fjärilsart som beskrevs av Holland 1890. Aphnaeus argenteola ingår i släktet Aphnaeus och familjen juvelvingar. Inga underarter finns listade i Catalogue of Life.